# Estação Ferroviária de Presidente Epitácio
A Estação Ferroviária de Presidente Epitácio é uma estação ferroviária localizada no município de Presidente Epitácio, que serviu como ponto final da Estrada de Ferro Sorocabana. Atualmente, a linha férrea encontra-se em estado de abandono, e a estação foi destruída por um incêndio em 2019, estando em 2021 restaurada.
Foi inaugurada em 1922, com o prédio atual sendo dos anos 1940, localizando-se na divisa dos estado de São Paulo e Mato Grosso do Sul.

## História
A estação, terminal de um ramal inicialmente chamado de Linha do Tibaji e que viria a ser a linha tronco da EFS, foi projetada para ser em algum ponto às margens do Rio Paraná, no então município de Porto Tibiriçá. No dia em que os trilhos da Sorocabana chegaram ao município, durante a construção da linha, o então presidente brasileiro, Epitácio Pessoa, visitou o estado de São Paulo. Isso motivou uma mudança no nome da região, que passou a ser uma homenagem ao político.
Ela deixou de receber trens de passageiros em janeiro de 1999, com a concessão da malha paulista para a ALL, atual Rumo Logística. Permaneceu aberta até 2002, recebendo cargas oriundas do estado vizinho.
Foi abandonada em sequência, deteriorando-se rapidamente, até que sofreu um incêndio em 2019. Em 2020, a prefeitura contratou obras para restaurá-la, a fim de abrigar a Secretaria de Turismo e Cultura do município, um ateliê cultural e o acervo histórico municipal. Em 2021, a obra de restauro foi concluída, e a estação, reaberta.